# Sciomesa piscator
Sciomesa piscator là một loài bướm đêm trong họ Noctuidae.